# Мировая цена
Мировая цена (англ. world market price) — денежное выражение интернациональной стоимости товара, реализуемого на мировом рынке. Мировая цена служит для определения цен международных контрактов, по которым заключается большинство торговых сделок в мире.

## Основные характеристики мировых цен
- Мировые цены формируются под влиянием соотношения мирового спроса и мирового предложения на тот или иной товар.
- Они устанавливаются в свободно конвертируемой валюте, в которой, как правило, и осуществляются расчёты. При этом валюта цены не всегда совпадает с валютой платежа.
- На формирование мировой цены оказывают влияние ведущие мировые производители и поставщики (продавцы), имеющие существенную долю в общем мировом объёме данной продукции и постоянно воспроизводящие (сохраняющие) своё ведущее положение на данных товарных рынках.
- Это цены большого количества крупных, регулярных, постоянно совершающихся сделок, предусматривающих раздельные, не связанные между собой экспортные и импортные операции (в противном случае при осуществлении встречных или бартерных сделок партнёры по торговым соглашениям могут пойти на значительные отклонения в ценах).
- Применительно к рынкам топливно-сырьевых товаров речь идет о ценах в регионах мира, где сосредоточены их производство или потребление и/или торговля (это цены так называемых базисных или репрезентативных (представительных) рынков).
- На уровень мировых цен оказывают влияние валюта платежа, формы и методы расчётов, характер и условия поставки, и многие другие факторы.

## Механизмы установления мировой цены
В торговле тем или иным товаром сложились определённые традиции по способу определения мировой цены.
На биржевые товары мировые цены формируются на ведущих мировых товарных биржах.
На машины и оборудование мировые цены формируют крупнейшие производители того или иного вида машин и оборудования из Европы, Соединённых Штатов Америки, Японии и других развитых стран.
Для получения информации о мировых ценах экспортёры и импортёры используют справочные цены (официальные цены поставщиков), аукционные, биржевые, цены торгов, предложений и фактических сделок. Сведения о них содержатся в отраслевых журналах, ежегодниках, справочниках и другой периодике, в частности в ежемесячнике ЮНКТАД «Monthly Commodity Price Bulletin», в ежемесячнике МВФ «International Financial Statistics», в издании ВНИКИ — «Бюллетене иностранной коммерческой информации».